# باما (بازیگر)
ریکیتا آر. کوروپ، که بیشتر با نام هنری باما شناخته می‌شود، یک هنرپیشه هندی است که عمدتاً در فیلم‌های مالایایی و کانادایی زبان ظاهر شده‌است. او در بیش از ۴۲ فیلم بازی کرده‌است.
باما کوچک‌ترین دختر راجندرا کوروپ و شیلاجا است. او دو خواهر بزرگتر به نام‌های رشمیتا آر کوروپ و رنجیتا آر کوروپ دارد.
باما تحصیلات خود را در دبیرستان عالی سنت ماری و در دبیرستان دخترانه عیسی بتانی کاونت گذراند. او دوره کارشناسی را در رشته جامعه‌شناسی به صورت مکاتبه ای گذراند. باما با آرون جاگادیش، یک تاجر اهل چنیتالا، ازدواج کرده و در کوچی، کرالا ساکن هستند.

## فیلم‌شناسی
- شوهران در گوا (۲۰۱۲)